# Elkerülhető halálokok listája
Az Egészségügyi Világszervezet hagyományosan két csoportra osztja a halálozások okait. Így az egyik a sérülés okozta, a másik pedig a betegség okozta halál.

## Vezető halálokok világszerte
Megelőzhető halálokok listája 2001-ben.
| Ok                                                      | Halálozások száma (millió évente) |
| ------------------------------------------------------- | --------------------------------- |
| Magas vérnyomás                                         | 7,8                               |
| Dohányzás                                               | 5,0                               |
| Magas koleszterinszint                                  | 3,9                               |
| Alultápláltság                                          | 3,8                               |
| Szexuális úton terjedő betegségek                       | 3,0                               |
| Szegényes étrend                                        | 2,8                               |
| Túlsúlyosság és elhízás                                 | 2,5                               |
| Mozgásszegény életmód                                   | 2,0                               |
| Alkoholizmus                                            | 1,9                               |
| Szilárd tüzelőanyagoktól származó beltéri légszennyezés | 1,8                               |
| Szennyezett ivóvíz és elégtelen higiénia                | 1,6                               |

## Gyermekek halálokai
A 9 és 18 év közötti gyermekek öt elsőszámú halálozási oka:
| Ok             | Halálozások száma évente |
| -------------- | ------------------------ |
| Közúti baleset | 260 000                  |
| Fulladás       | 175 000                  |
| Égés           | 96 000                   |
| Esés           | 47 000                   |
| Mérgezés       | 45 000                   |